# Anadendrum griseum
Anadendrum griseum är en kallaväxtart som beskrevs av Peter Charles Boyce. Anadendrum griseum ingår i släktet Anadendrum och familjen kallaväxter. Inga underarter finns listade.